# Fürstenberg-Maar
Das Fürstenberg-Maar (Schreibweise auch Fürstenbergmaar) ist ein flacher, sumpfiger See (regionale Bezeichnung: Maar) in der Ville zwischen Kerpen und Frechen (Rhein-Erft-Kreis). Der See liegt nordöstlich des Kerpener Stadtteils Türnich, südöstlich des Marienfeldes und südlich des Frechener Stadtteils Grefrath.
Der See, bei dem es sich – wie bei den meisten Villeseen – um einen künstlichen Tagebaurestsee handelt, wurde naturnah angelegt. Zusammen mit seinem Umfeld bildet er ein Naturschutzgebiet (BM-009), das in den Naturpark Rheinland integriert ist.

## Naturschutzgebiet
Das Naturschutzgebiet mit dem Fürstenbergmaar im Zentrum, umgeben von Wald-, Busch- und Magergrünland, bietet einer Vielzahl von feuchtigkeitsliebenden Pflanzen und Tieren Lebensraum, darunter den bedrohten Krötenarten Kreuzkröte und Wechselkröte. Des Weiteren finden sich hier auch viele Wasservögel, Amphibienarten wie der Bergmolch und Libellenarten, darunter auch seltene wie die Gebänderte Heidelibelle oder die Blauflügel-Prachtlibelle.
Fischerei, Baden, Tauchen und sonstiger Wassersport sind im Gewässer nicht erlaubt. Der Zugang zum Ufer für Spaziergänger und Fahrzeuge ist eingeschränkt, der See mit seinen Tieren und Pflanzen soll ungestört sich selbst überlassen bleiben.
Ein künstlich angelegter Wasserlauf, der Fürstenberggraben, verbindet das Fürstenbergmaar quer durch das Marienfeld mit dem etwa 4 km weiter nordwestlich gelegenen Boisdorfer See. Über den Graben und den See steht das Fürstenbergmaar hydrologisch in Verbindung mit der Erft und bildet einen Biotopverbund mit dem Kerpener Bruch und den anderen Kerpener Naturschutzgebieten.

## Entstehung
Der See wurde 1982 bei der Rekultivierung des Tagebau Frechen angelegt. Nachdem der Tagebau ausgekohlt worden war, wurde bei der Verfüllung absichtlich ein Restloch im Gelände gelassen, die sich mit Grundwasser füllte, nachdem die Wasserhaltung eingestellt wurde.
Seinen Namen trägt der See von der Grube Graf Fürstenberg (Ville) (kurz nur Fürstenberg), einer Braunkohlegrube mit angeschlossener Brikettfabrik, die bereits ab dem Jahr 1901 an dieser Stelle aufgeschlossen wurde. Namensgeber für diese Grube waren die Grundbesitzer, die in Köln-Stammheim ansässige, rheinische Linie der Grafen von Fürstenberg. Die Familie von Fürstenberg-Stammheim in Person von Franz Egon von Fürstenberg-Stammheim hatte 1836 die Burg Bachem von den Grafen von Geldern gekauft. Zu den umfangreichen, zur Burg gehörigen Grundbesitztümern gehörte auch das Braunkohlegrubenfeld Umschlag. Dieses Feld wurden 1834 durch die Mutung Clarenberg ergänzt, 1859 erweitert und im Jahre 1900 in drei Felder geteilt: Graf Fürstenberg, Wachtberg und Clarenberg. Das erstgenannte Feld wurde von Gisbert Egon von Fürstenberg-Stammheim an die Bergbaugesellschaft S.A. des Mines Comte Furstenberg verpachtet. Die Geldgeber der Gesellschaft, die ihren Sitz in Brüssel hatte, kamen aus Belgien; ihr Präsident war aber der Deutsche Willi Baare, ein Unternehmer mit Erfahrungen aus dem Ruhrkohlebergbau.
1921 kam die Grube Fürstenberg in den Besitz der Algemeene Bruinkool Compagnie mit Sitz in Amsterdam, ab 1937 dann zur Viktor Rolff KG. Ab 1950 wurde die Grube Graf Fürstenberg mit benachbarten Gruben zum Zentraltagebau Frechen zusammengefasst; die Brikettfabrik Graf Fürstenberg stellte 1967 den Betrieb ein und wurde 1968–1970 abgerissen.